# Большой Семячик
Большой Семячик или Большой Семлячик — комплексный вулканический массив, расположенный в восточной части полуострова Камчатка в 25 километрах к северо-востоку от Малого Семячика. Представляет собой группу из нескольких стратовулканов и лавовых куполов. У подножия находятся вулканы Бурлящий и Центральный Семячик. Последнее извержение было примерно 6500 лет назад, но активность не прекратилась — на нижних склонах находятся термальные источники и несколько гейзеров.
Является одним из самых высоких и крупных стратовулканов. Высота наиболее крупного в составе массива вулкана Зубчатка составляет 1739 м.